# The Ultimate Weapon
The Ultimate Weapon è un film canadese del 1998 diretto da Jon Cassar.

## Trama
Un mercenario militare Benjamin Cutter detto Hardball scopre che la squadra con cui lavora è in realtà un gruppo dell'IRA che traffica armi, e così decide di porre fine ai loro piani. Furiosi, i criminali prendono di mira non solo Hardball ma anche la famiglia e il suo partner.